# ケリー・ルブロック
ケリー・ルブロック（Kelly Le Brock、1960年3月24日 - ）は、アメリカ合衆国の女優、モデル。

## 経歴
アメリカ合衆国ニューヨークに生まれ、イギリスロンドンで育つ。父親はフランス系カナダ人、母親はアイルランド人でモデルだった。
16歳からモデルを始め、1984年に映画『ウーマン・イン・レッド』で女優デビューする。
1984年に『ウーマン・イン・レッド』の製作を手掛けた映画プロデューサーのヴィクター・ドレイと結婚したが、1986年に離婚、その後、1987年にスティーヴン・セガールと2度目の結婚をし、1男2女をもうけるが、1996年に離婚した。

## 主な出演作品
- ウーマン・イン・レッド The Woman in Red (1984)
- ときめきサイエンス Weird Science (1985)
- ハード・トゥ・キル Hard to Kill (1990)
- 殺人病棟 Betrayal of the Dove (1993)
- デイヴィッド・コパフィールド David Copperfield (1993) テレビアニメ、声の出演
- 裸の銃を持つ逃亡者 Wrongfully Accused (1998)
- 魔法大戦争/小さな救世主 The Sorcerer's Apprentice (2002)